# Shofco
SHOFCO significa "Shining Hope for Community". Es una iniciativa para jóvenes que opera en Kenia en el barrio de Kibera, en Nairobi.
Nació en febrero de 2006 con el objetivo de convertirse en un instrumento para los jóvenes de Kibera que les ayudara a desarrollar al máximo su potencial.

## Estructura
La organización está formado mayoritariamente por habitantes de Kibera y tiene una estructura que asegura la independencia, responsabilidad colectiva y obligaciones del Comité Ejecutivo, Directores de departamentos y Asamblea General. Para llevar a cabo sus actividades SHOFCO está formado por cuatro departamentos:
- Comunicación e Información
- Deporte
- Teatro
- Salud y Sanidad

SHOFCO está inscrita en Kenia en el ministerio de género, deporte, cultura y servicios sociales.

## Filosofía
La información ayuda a la transformación y por lo tanto, la creación de una sociedad informada es el primer paso para el desarrollo humanitario.